# 圆锥乌头
圆锥乌头为毛茛科乌头属下的一个种。分布于辽宁、吉林东部、山东济南南部山地丘陵，以及朝鲜等地。生海拔600-1200米间的山地针阔混交林中或林边草丛中。圆锥乌头及其变种疏毛圆锥乌头（Aconitum paniculigerum var.wulingense）在河北、辽宁等的一些地区作为草乌使用，也称为“雾灵乌头”（得名自雾灵山）。

## 扩展阅读
- 維基物種上的相關：圆锥乌头